# استاد کاوندیش فیزیک

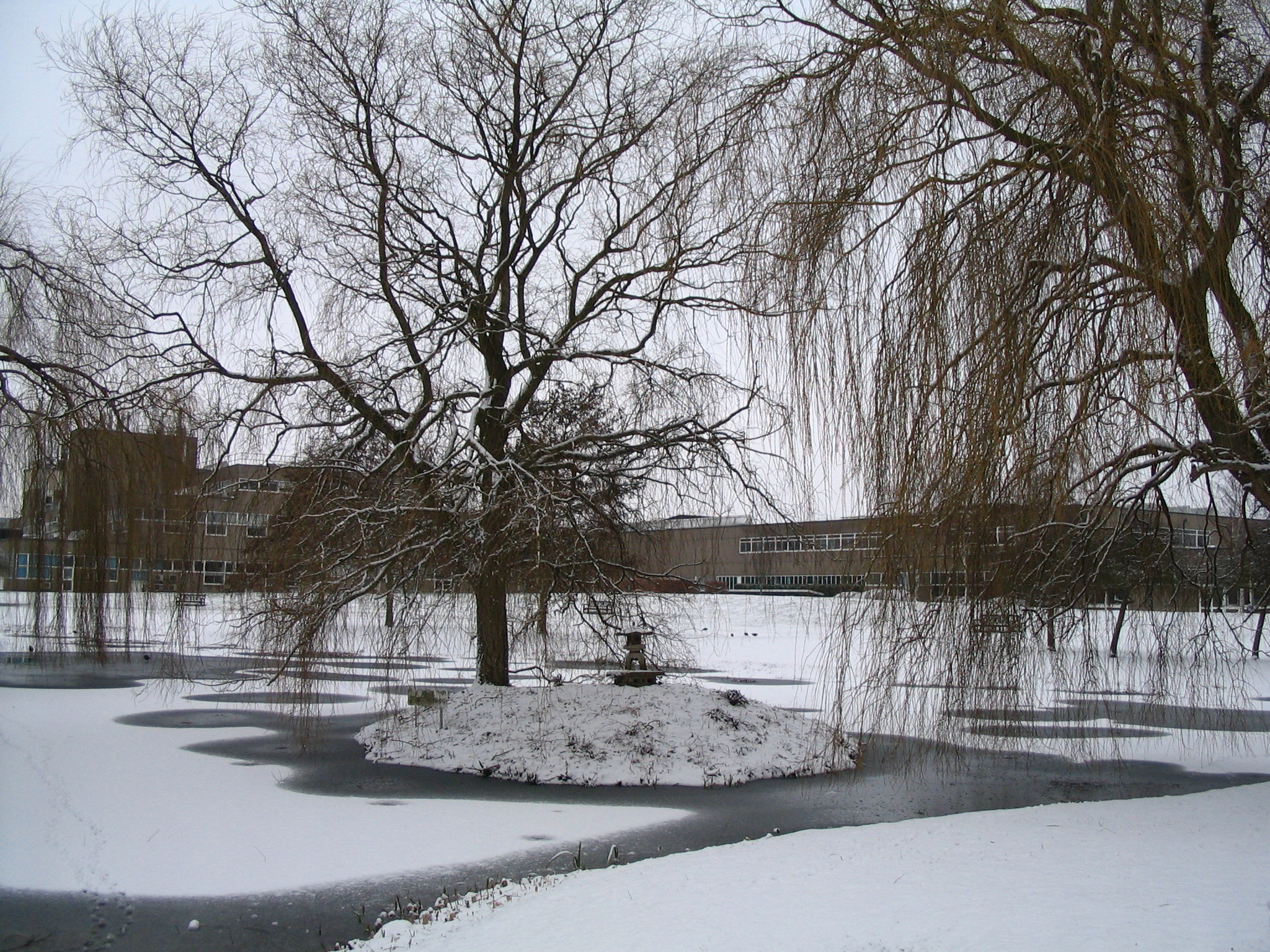
نمای جنوبی آزمایشگاه در محل فعلی آن، آنطور که از امتداد دریاچه دیده می‌شود.

استادی کاوندیش یکی از استادی‌های ارشد فیزیک در دانشگاه کمبریج است. این مقام از تاریخ ۹ فوریه سال ۱۸۷۱ در کنار آزمایشگاه کاوندیش که سه سال بعد به بهره برداری رسید، تاسیس شد. ویلیام کاوندیش، به افتخار فامیل خود، هنری کاوندیش، این مقام را اعطا کرد.
در سال ۱۹۷۱ این مقام رسماً از «استادی کاوندیش فیزیک تجربی» به«استادی کاوندیش فیزیک» تغییر نام داد.

## استادان کاوندیش فیزیک
استادان کاوندیش به رئیسان آزمایشگاه کاوندیش گفته می‌شود. این عنوان تا زمان پروفسور پیپارد به معنی ریاست گروه فیزیک نیز بود، اما در زمان او دو نقش جدا شد.
- جیمز کلرک ماکسول ۱۸۷۱-۱۸۷۹
- لرد ریلی ۱۸۷۹-۱۸۸۴
- جوزف جان تامسون ۱۸۸۴-۱۹۱۹
- ارنست رادرفورد ۱۹۱۹-۱۹۳۷
- ویلیام لارنس براگ ۱۹۳۸-۱۹۵۳
- نویل فرانسیس مات ۱۹۵۴-۱۹۷۱
- برایان پیپارد ۱۹۷۱-۱۹۸۴
- سام ادواردز ۱۹۸۴-۱۹۹۵
- ریچارد فرند ۱۹۹۵-کنون[۲]